# La Cambe-i német katonai temető
A La Cambe-i német katonai temető (Deutsche Kriegsgräberstätte La Cambe) egy második világháborús sírkert Franciaországban, közel az egykori Omaha partszakaszhoz.
La Cambe a normandiai partraszállás legvéresebb partszakasza, az Omaha közelében, Bayeuxtól mintegy 25,5 kiométerre északnyugatra található. Normandiában ez a legnagyobb német katonai temető, 21 222 ember nyugszik benne. A háború alatt az amerikai és a német temető határos volt, de később az amerikaiakat exhumálták, és vagy visszaszállították az Egyesült Államokba, vagy a normandiai gyűjtőtemetőbe (Normandy American Cemetery and Memorial) helyezték át.
A La Cambe-i sírkertet a német hadisírgondozó szervezet (Volksbund Deutsche Kriegsgräberfürsorge) gondozza. Miután 1954-ben aláírták a francia–német megállapodást a már a temetőben fekvő nyolcezer halott mellé további tizenkétezret hantoltak el. Utóbbiakat 1400 helyről exhumálták Manche, Calvados és Orne megyéből.
1958-ban a Volksbund önkéntesei megkezdték a temető helyreállítását. Emeltek egy sírdombot, amelyen egy nagyméretű bazaltkeresztet helyeztek el. Ez 207 ismeretlen és 89 ismert német katona nyughelyét jelzi, akik tömegsírban nyugszanak. A dombot 49 parcella veszi körbe, mindegyikben négyszáz sírhellyel. A sírokat kőlapok jelzik.
A temetőt hivatalosan 1961-ben avatták fel. Németországból különvonatok vitték az egykori bajtársakat és a családtagokat La Cambe településre. Azóta hétszáz újabb német katona földi maradványaira bukkantak a közeli harcmezőkön, őket szintén a sírkertben hantolták el. A temetőben háromezer négyzetméteren kialakították a Béke kertet, amelybe 1200 juharfát ültettek 2009-ben.